# Ściana (sport)

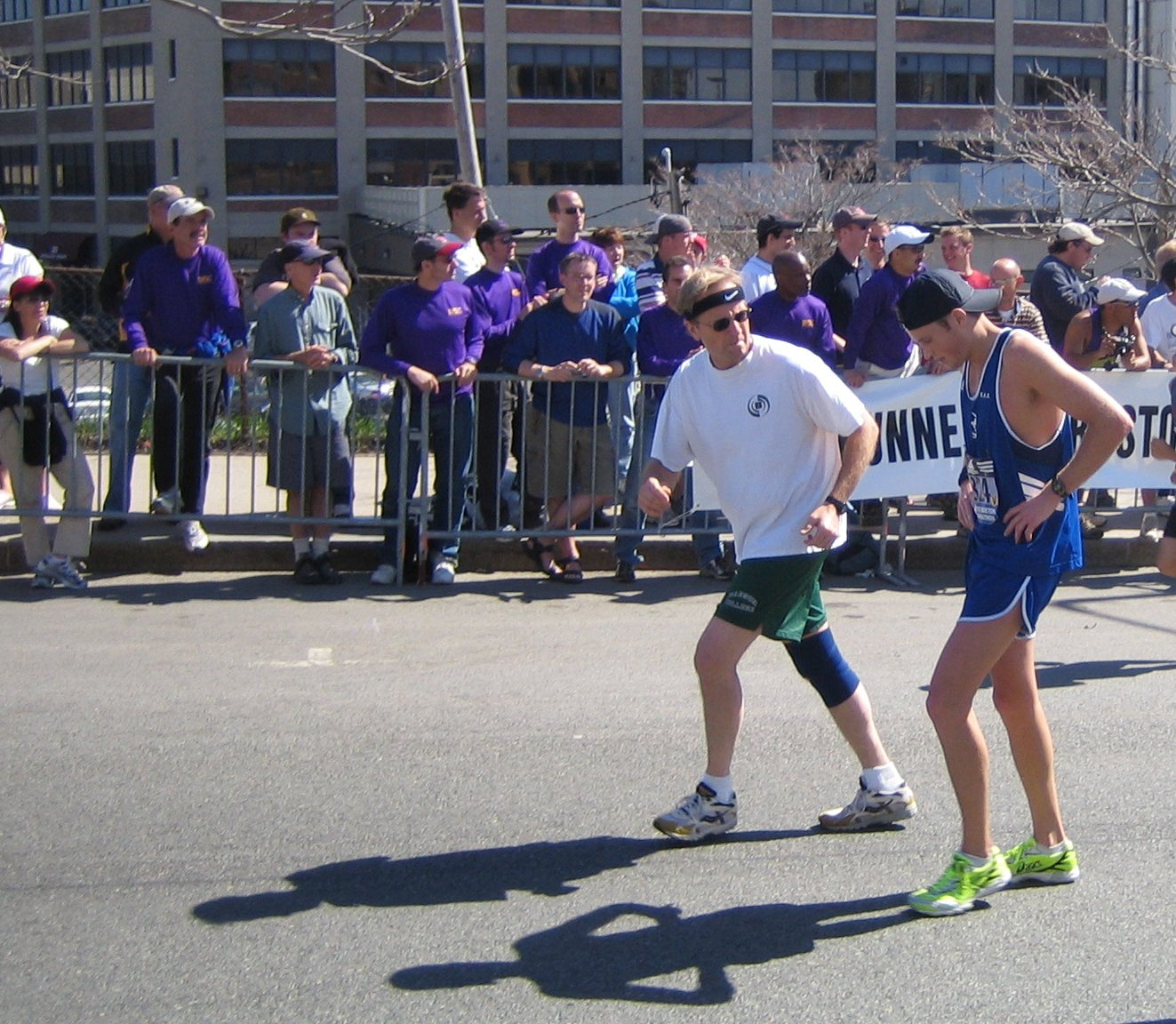
Pomoc w przezwyciężeniu ściany biegaczowi – ok. 25 mila maratonu w Bostonie, rok 2005

„Ściana” („mur”, „odcięcie”) – to moment, w którym następują poważne zmiany metaboliczne w organizmie osoby, podczas długotrwałego wysiłku; pojęcie używane zwłaszcza w odniesieniu do biegów długodystansowych. Czynniki fizjologiczne stanowią główną przyczynę zderzenia z murem, gdy zapasy glikogenu zostają wyczerpane i energia do dalszego wysiłku zostaje pobierana z tkanki tłuszczowej.
Główne objawy „zaliczenia ściany” to skurcze mięśni, nudności, a nawet niemożności chodzenia i utrata przytomności. Do innych objawów można zaliczyć: słabość, zawroty głowy, nudności, bóle głowy, rozmazany obraz i negatywne myśli. Zapobiegać temu zjawisku pomagają odpowiednio dobrane treningi, odpowiednia suplementacja i nawadnianie oraz odpowiednie nastawienie psychiczne (doświadczeni zawodnicy stosują często różne własne sposoby, jak: słuchanie muzyki, dialog wewnętrzny, koncentracja uwagi na wybrane czynniki).